# 하시모토 코이치
하시모토 코이치(일본어: 橋本 晃一 はしもと こういち[*]/Koichi Hashimoto, 1952년 1월 2일 ~ )는 일본의 남자 성우다. 주로 일본의 치바현 출신. 현재 소속은 주식회사 시브이테크(株式会社 シーブイテック)라고 한다.

## 주요 출연작
- 원피스 시리즈 - 크로, 돈 사이
- 최강로보 다이오쟈 - 겐트 대장 외 다수
- 세인트 세이야 - 시그너스 효가